# Vita Mavrič
Vita Mavrič Stražišar, slovenska igralka in šansonjerka, * 18. oktober 1965, Celje.

## Življenjepis
Svojo glasbeno kariero je začela na odrskih deskah ljubljanskega Mestnega gledališča leta 1987 z naslovno vlogo v muzikalu U »Slovenačkim gorama« avtorjev Žarka Petana, Ervina Fritza in Urbana Kodra. Istega leta je posnela samostojni glasbeni recital glasbe skladatelja Urbana Kodra za Televizijo Slovenija; na besedila različnih slovenskih pesnikov z naslovom »Pesem je ženska«. Ob tej priložnosti je izdala tudi svojo prvo kaseto pri Založbi kaset in plošč RTV Slovenija. Leto kasneje je v Štihovi dvorani Cankarjevega doma pripravila samostojen koncert poezij skladatelja Urbana Kodra in pesnikov Janeza Menarta, Ervina Fritza, Milana Jesiha in drugih. Po tem koncertu se je slovenskemu šansonu posvetila dokončno.
Sledil je ponovno muzikal, tokrat za otroke: »Bikec Ferdinand« s Plesnim Teatrom Ljubljana v Cankarjevem domu in leta 1991 še drugi samostojni glasbeni recital v isti hiši. Njen največji dotedanji uspeh je sledil leta 1992 z avtorskim glasbeno gledališkim projektom Ježkovih šansonov z naslovom »Ne smejte se, umrl je klovn«, za katere je prejela Župančičevo nagrado. Sledila je opera Bojana Adamiča, Sneguljčica, izvedena v ljubljanskih Križankah, nato prva zgoščenka s šansoni ter otvoritev ljubljanskega Café Teatra. To gledališče, ki ga vodi kot umetniška vodja, deluje od leta 1994. Leta 1990 je imela tudi glavno žensko vlogo v srbskem filmu Bel epok, ki je bil premierno uprizorjen šele 17 let kasneje; na prvem Filmskem festivalu Srbije je za to vlogo prejela nagrado ibis.
Njen največji projekt je glasbeno-gledališki spektakel s filmom in baletom v režiji Matjaža Pograjca z naslovom Nekoč bili smo v maju, posvečen njenemu dolgoletnemu sodelavcu pianistu Borutu Lesjaku v spremljavi s simfoničnim orkestrom pod vodstvom skladatelja Mojmirja Sepeta, ki je tudi avtor glasbenih aranžmajev in skladatelj celotnega projekta, ob kateremu ji je hkrati izšla druga zgoščenka z naslovom Sem, kakršna sem. Za ta projekt je prejela viktorja za posebne dosežke in tri zlate peteline (za video, oblikovanje in najboljši album v celoti), ter srebrni CD Založbe kaset in plošč RTV Slovenija. Leta 2000 je prejela Ježkovo nagrado za celoten ustvarjalni opus.
Maja 2001 je v Ljubljanski Operi premierno predstavila še eno zgoščenko s šansoni Bertolda Brechta in Kurta Weilla z naslovom Hrepenenja ob spremljavi pianista Bojana Goriška. Za vse naštete uspehe ji je Mestna občina Ljubljana maja 2002 dodelila nagrado glavnega mesta Ljubljane. 10. novembra 2002 ji je bila dodeljena tudi plaketa ambasadorke dobre volje oziroma ambasadorke Unicefa; to funkcijo sta skupaj z igralko Mileno Zupančič opravljali do januarja 2011, ko sta protestno zapustili Unicef. Vita Mavrič je v javnem pismu pojasnila, da od vodstva Unicefa kljub zahtevam in povpraševanju nista dobili odgovorov glede namigov o številnih nepravilnostih v delovanju te organizacije.

## Zasebno
Mož Andrej Stražišar (*1962) je arhitekt, scenograf in produkcijski oblikovalec. Imata dva sinova, Gašperja in Andraža.

## Albumi
- Poje šansone in socialne pesmi Urbana Kodra, 1994
- Sem kakršna sem, 1998
- Hrepenenja, 2001
- Mandeljni in rozine (Klezmer - Židovski šansoni), 2007
- Vitomil Zupan: Šlagerji in pesmi iz zapora, 2015 (z Janijem Kovačičem)
- Muzika za film Belle époque, 2016
- Sprehod, 2017